# کازوکو کادویا
کازوکو کادویا (انگلیسی: Kazuko Kadoya؛ زادهٔ ۷ اکتبر ۱۹۵۳) بازیکن بسکتبال اهل ژاپن بود.